# Alikvant
Alikvant je število, ki se v danem drugem številu ne nahaja brez ostanka. Na primer 3 je alikvant števila 5.